# موش زمستان‌خواب باغ مغرب عربی
موش زمستان‌خواب باغ مغرب عربی (نام علمی: Eliomys munbyanus) نام یک گونه از تیره موش زمستان‌خواب است.